# برنس أوف بيرشيا: ذا فورجتن ساندز
 برنس أوف بيرشيا: ذا فورجتن ساندز (بالإنجليزية: Prince of Persia: The Forgotten Sands)‏ هي لعبة من نوع أكشن-مغامرات صدرت في عام 2010 وهي متوفرة لبلاي ستيشن 3 وإكس بوكس 360 وويندوز ووي ونينتندو دي أس وبلاي ستيشن بورتبل. طورتها يوبي سوفت مونتريال ويوبي سوفت كيبك ويوبي سوفت الدار البيضاء ونشرتها يوبي سوفت.

## القصة
يمتطي «الأمير» حصانه عبر الصحراء ساعيا لرؤية شقيقه «مالك» ليتعلم أساليب القيادة منه. عند وصول الأمير لمملكة مالك، يجد أنها تتعرض لهجوم من قبل جيش يحاول اختراق خزائن الكنوز للحصول على قوة عظيمة معروفة باسم «جيش سليمان». يهرع الأمير إلى المدينة، ويلاحق مالك إلى خزائن الكنوز. هنا يقول مالك أنه يخوض معركة خاسرة ويقترح أن تعتمد على الملاذ الأخير أو يضطر إلى التراجع. يعترض الأمير بشدة ولكن مالك يطلق جيش سليمان باستخدام الختم السحري.

## روابط خارجية
- برنس أوف بيرشيا: ذا فورجتن ساندز على موقع IMDb (الإنجليزية)